# 紫禁城值年大臣
紫禁城值年大臣，又稱值年內務府總管大臣為清朝設置的内務府系統職官，主管督導紫禁城清潔與修繕，於總管內務府大臣之中簡派一人兼充。

## 建置
紫禁城内之清潔、修補，皆由内務府掌管。乾隆十六年（1751年）五月，乾隆帝於紫禁城中經過發現有不整潔之處，相當詫異，並認為是總管內務府大臣互相推諉所致，因而規定往後特派總管內務府大臣一員專司其事，一年一任，初次簡派和親王弘晝與海望二人。一年屆滿，開列總管內務府大臣名單奏請簡派。交替時須確實查驗交接，如再發現有不整不潔之處，即向值年大臣究責。
十七年（1752年），奏准：宮殿所有雨搭、門簾、竹簾，如應修補、更換，由值年內務府總管大臣會同工部及都察院滿御史察勘後分別修補更換。